# Michal Polák
Michal Polák (Brno, 1944. március 10. – Brno, 2021. március 15.) cseh énekes, gitáros, a Synkopy 61 rockegyüttes tagja.

## Pályafutása
Az 1960-as évek első felében a brünni Medic club és Shakers zenekarokban játszott, majd 1966 áprilisában a Synkopy 61 együttes tagja lett, ahol kilépéséig (1979) énekes-gitárosként az együttes frontembere volt. 1995-től ismét a Synkopy 61 tagja.

## Külső hivatkozások
- A Synkopy 61 együttes weboldala

## Fordítás
- Ez a szócikk részben vagy egészben a Michal Polák (hudebník) című cseh Wikipédia-szócikk fordításán alapul.  Az eredeti cikk szerkesztőit annak laptörténete sorolja fel. Ez a jelzés csupán a megfogalmazás eredetét és a szerzői jogokat jelzi, nem szolgál a cikkben szereplő információk forrásmegjelöléseként.